# Postia globicystidia
Postia globicystidia är en svampart som beskrevs av P.K. Buchanan & Ryvarden 1998. Postia globicystidia ingår i släktet Postia och familjen Fomitopsidaceae.   Inga underarter finns listade i Catalogue of Life.